# Neilpeartia ceratoi
Neilpeartia ceratoi è un pesce osseo estinto, appartenente ai lofiiformi. Visse nell'Eocene inferiore (circa 49 milioni di anni fa) e i suoi resti fossili sono stati ritrovati in Italia, nel ben noto giacimento di Monte Bolca.

## Descrizione
Questo pesce era molto simile ai rappresentanti attuali dei lofiiformi della famiglia Antennariidae, ed era caratterizzato da un corpo ricoperto da minuscole spinule dermiche ravvicinate e biforcute, da un illicio molto allungato e con una porzione inferiore dotata di numerose piccole spine ma privo di esca bulbosa. La pinna caudale era dotata di nove raggi biramati, mentre la pinna dorsale ne possedeva 13 e quella anale otto. Le pinne pettorali erano a forma di ventaglio e dotate di nove raggi, mentre le pinne pelviche possedevano cinque raggi biramati.

## Classificazione
Neilpeartia è un rappresentante dei lofiiformi, il gruppo a cui appartiene la ben nota rana pescatrice. In particolare, Neilpeartia sembrerebbe essere il più antico rappresentante della famiglia Antennariidae, attualmente conosciuta grazie a numerose specie. Neilpeartia potrebbe essere il sister taxon del genere attuale Fowlerichthys, insieme al quale comporrebbe un clade al di sotto del nodo comprendente tutti gli altri Antennariinae. Neilpeartia ceratoi venne descritto per la prima volta nel 2020, sulla base di resti fossili ritrovati nella famosa Pesciara di Bolca in provincia di Verona.